# Holleweg (Oudenaarde)
Holleweg er en vej i Mater og Volkegem, i nærheden af Oudenaarde i de Flamske Ardenner i Belgien. Holleweg er en brostensbelagt vej og en del af den regionale vej N441.
I 1995 blev Holleweg sammen med andre brostensbelagte veje fredet som kulturejendom.

## Cykelsport
Holleweg er især kendt fra de flamske forårsklassikere i cykelsporten. Vejen er flere gange blevet inkluderet i ruten for Flandern Rundt og andre løb. Brostensbelægningen er cirka 1500 meter lang.
I nord fortsætter vejen på brostensbelægningen fra Ruitersstraat og stigningen fra Wolvenberg, og ligger tæt på Kattenberg. Cirka 300 meter fra vejens sydlige ende forbindes Karel Martelstraat, som er en del af brostensbelægningen af Kerkgate.
Nogle gange blev hele Holleweg inkluderet i Flandern Rundt, mens andre gange blev vejen kun delvist kørt efter Kerkgate.